# 新田一郎 (西洋史学者)
新田 一郎（にった いちろう、1932年 - ）は、日本の歴史学者。古代ローマ史およびキリスト教史専攻。京都女子大学教授。

## 経歴
- 1932年 宮崎県都城市に生まれる。
- 1955年 熊本大学法文学部西洋史学科卒業。
- 1962年 京都大学大学院文学研究科博士課程修了。
- 1967年 南九州大学助教授
- 1975年 島根大学文理学部教授
- 1978年 島根大学法文学部教授
- 1990年 金沢大学文学部教授
- 1998年 就実女子大学文学部教授
- 2001年 京都女子大学文学部教授

## 主要論文
- 「コンスタンティノポリスの建設とその意義」史林42-5（1959年）
- 「コンスタンティヌスの改宗－その時期と動機をめぐる問題－」西洋史学53（1962年）
- 「ドナティズム運動に関する一考察－セクト運動の性格と意義－」西洋史学70（1966年）
- 「皇帝崇拝とキリスト教迫害」世界史研究論集記念号（1977年）
- 「キルクムケリオーネスに関する一考察－属州の皇帝崇拝を中心にして－」島根大学法文学部文学科紀要6-1（1983年）

## 著書
- 『キリスト教とローマ皇帝』（教育社、1980年）教育社歴史新書

## 主要訳書
- W.デュラント『世界の歴史7－英雄シーザーと共和制ローマ』（日本ブック・クラブ、1968年）

## 脚註
1. ↑  新田一郎「新田一郎教授 略年譜・著作目録」『史窓』第063巻、京都女子大学史学会、2006年2月、123-125頁、CRID 1050845762506372992、hdl:11173/747、ISSN 0386-8931。